# Kobato.
Kobato. (jap. こばと。 Kobato.) – manga zespołu Clamp, która zadebiutowała w magazynie „Gekkan Sunday Gene-X” w styczniu 2005 roku, jednakże po wydaniu siedmiu kolejnych rozdziałów, seria została jeszcze tego samego roku wstrzymana. Manga powróciła w listopadzie 2006 roku, tym razem na łamach magazynu „Newtype”, jednakże mangaki zdecydowały się na wydanie tej pozycji od nowa - fabuła rozpoczęta została od wcześniejszego punktu niż uprzednio.
Jesienią 2009 roku ukazała się animowana adaptacja mangi. Anime zostało wyprodukowane przez studio Madhouse, które produkowało wcześniej inne anime na podstawie mang Clamp, takie jak Chobits, X czy Tokyo Babylon. Anime składa się z 24 odcinków.
Postacie z mangi Kobato. pojawiają się także w wideoklipie CLAMP in Wonderland 2, który powstał chronologicznie wcześniej niż seria anime.

## Fabuła
Kobato to dziarska młoda dziewczyna, naiwnie pojmująca otaczający ją świat. Za cel życiowy obrała sobie wypełnienie tajemniczej butelki cierpieniem płynącym z ludzkich serc. Aby to zrobić, musi „wyleczyć” ich serca z bólu i podarować im radość. Jednakże zadanie, w którego wypełnieniu towarzyszy jej gderliwy pluszowy pies Ioryogi, okazuje się trudniejsze do spełnienia niż przypuszczała.

## Bohaterowie
- Kobato Hanato (jap. 花戸 小鳩 Hanato Kobato) – osobliwa, naiwna dziewczyna o wielkim sercu, niewinnej duszyczce i zdolnej do poświęceń naturze. Pragnie napełnić tajemniczą butelkę cierpieniem pochodzącym z ludzkich serc. Kobato emanuje wdziękiem i entuzjazmem, a jej chęć niesienia pomocy osobom w potrzebie jest bardzo poruszająca i płynie z głębi serca. Czasem bywa także niezdarna i nierozważna w swoich akcjach i wycieczkach, ku udręce Ioryogiego.

Seiyū: Kana Hanazawa 
- Ioryogi (jap. いおりょぎ) – towarzysz Kobato, który za karę wygląda jak pluszowy pies. Często wytyka błędy Kobato i okrutnie gani ją w niewyszukanym słownictwie za jej naiwność. Potrafi wytworzyć strumień energii, kiedy poczuje się urażony.

Seiyū: Tetsu Inada 
- Kiyokazu Fujimoto (jap. 藤本 清和 Fujimoto Kiyokazu) – młody, 20-paroletni mężczyzna pracujący w tym samym przedszkolu, co Kobato. Najczęściej ignoruje ludzi, których nie lubi. Poza pracą w przedszkolu, podejmuje inne wielorakie prace i studiuje prawo.

Seiyū: Tomoaki Maeno 
- Sayaka Okiura (jap. 沖浦 清花 Okiura Sayaka) – nauczycielka w lokalnym przedszkolu Yomogi, w którym jest zatrudniona Kobato. Zna Kiyokazu odkąd skończył siedem lat, czyli od momentu zaadoptowania go przez jej rodzinę.

Seiyū: Fumiko Orikasa 
- Chitose Mihara (jap. 三原 千歳 Mihara Chitose) – dawna koleżanka z klasy Sayaki, miła i wielkoduszna właścicielka apartamentu wynajmowanego Kobato oraz Kiyokazu. Jest mężatką, ma dwie córki-bliźniaczki, Chise i Chiho.

Seiyū: Hōko Kuwashima 
- Chiho Mihara (jap. 三原千帆 Mihara Chiho) oraz Chise Mihara (jap. 三原千世 Mihara Chise) – córki Chitose.

Seiyū: Megumi Nakajima 
- Kazuto Okiura (jap. 沖浦和斗 Okiura Kazuto) – były mąż Sayaki Okiury, członek yakuzy, komornik.

Seiyū: Shin’ichirō Miki 
- Kohaku (jap. 琥珀) – anioł, główna bohaterka mangi Wish.

Seiyū: Chiwa Saitō 

### Crossover
Pojawianie się postaci z różnych mang w innych dziełach jest typowe dla utworów grupy CLAMP; należy zaznaczyć, że w przypadku Chitose i jej córek Chiho i Chise, nie są to te same postacie co w mangach Chobits czy Tsubasa Chronicle, a raczej ich alternatywne wersje. Wydarzenia z tych serii nie mają wpływu na historię przedstawioną w Kobato.
- Chitose Mihara występuje także w serii Chobits i Tsubasa Reservoir Chronicle jako Chitose Hibiya, a jej córki Chiho i Chise występują w Chobits jako Chii/Elda i Freya. Z rozmowy Chiho i Chise można wywnioskować, że mężem Chitose jest Ichiro „Icchan” Mihara z serii Angelic Layer.
- Apartament, którego właścicielką jest Chitose Mihara i jej rodzina pojawia się w ×××HOLiC, Chobits oraz w Tsubasa Reservoir Chronicle.
- Mihara jest nazwiskiem innych postaci CLAMPu takich jak Icchan z Angelic Layer (nieżyjący mąż Chitose Hibiyi w Chobits) i jego przyrodni brat Ohjiro, jak również Chiharu z Cardcaptor Sakura.
- Na zasadzie crossoveru pojawiają się postaci z mangi Wish - Kohaku oraz Shuichiro Kudo.
- W 20. odcinku anime Kobato. pt. ...Tabi o suru hito. (jap. …旅をするひと。) pojawiają się postacie Kurogane, Faya, Mokony oraz Syaorana (Tsubasy) z innej mangi Clamp pt. Tsubasa Reservoir Chronicle.

## Manga
Manga zespołu Clamp zadebiutowała w styczniu 2005 roku w magazynie „Gekkan Sunday Gene-X”, należącego do wydawnictwa Shōgakukan, jednakże po wydaniu siedmiu kolejnych rozdziałów, seria została jeszcze tego samego roku wstrzymana. Manga powróciła w listopadzie 2006 roku, tym razem na łamach magazynu „Newtype” należącego do wydawnictwa Kadokawa Shoten. Ostatni rozdział mangi został wydany w tym czasopiśmie 10 lipca 2011 roku w sierpniowym numerze. 
Licencję do publikacji w Polsce wykupiło wydawnictwo Japonica Polonica Fantastica, które od października 2013 roku do stycznia 2015 wydało wszystkie tomy mangi. Manga pojawiła się także w innych krajach: nakładem wydawnictwa Pika Édition we Francji czy Norma Editorial w Hiszpanii.
| Nr | Język japoński   | Język japoński         | Język polski     | Język polski           |
| Nr | Data wydania     | ISBN                   | Data wydania     | ISBN                   |
| -- | ---------------- | ---------------------- | ---------------- | ---------------------- |
| 1  | 20 grudnia 2007  | ISBN 978-4-04-713998-5 | październik 2013 | ISBN 978-83-7471-341-2 |
| 2  | 24 kwietnia 2008 | ISBN 978-4-04-715058-4 | styczeń 2014     | ISBN 978-83-7471-342-9 |
| 3  | 24 grudnia 2008  | ISBN 978-4-04-715146-8 | kwiecień 2014    | ISBN 978-83-7471-343-6 |
| 4  | 23 grudnia 2009  | ISBN 978-4-04-715363-9 | lipiec 2014      | ISBN 978-83-7471-344-3 |
| 5  | 22 grudnia 2010  | ISBN 978-4-04-715584-8 | październik 2014 | ISBN 978-83-7471-345-0 |
| 6  | 24 sierpnia 2011 | ISBN 978-4-04-715741-5 | styczeń 2015     | ISBN 978-83-7471-346-7 |

## Anime
Na podstawie mangi powstała seria anime wyprodukowana przed studio Madhouse, składająca się z 24 odcinków. Pracę nad projektem nadzorowała Nanase Ōkawa z Clamp, oraz Michiko Yokote, autorka scenariusza do ×××HOLiC. Pierwszy odcinek anime został wyemitowany 6 października 2009 roku na kanale NHK-BS2. 
| N/o | Tytuł                                              | Premiera             |
| --- | -------------------------------------------------- | -------------------- |
| 01  | ...Negau shōjo. (…願う少女。)                      | 6 października 2009  |
| 02  | ...Konpeitō no kagayaki. (…コンペイトウの輝き。)   | 13 października 2009 |
| 03  | ...Ame no okurimono. (…雨の贈りもの。)             | 20 października 2009 |
| 04  | ...Aoba no tokimeki. (…青葉のときめき。)           | 27 października 2009 |
| 05  | ...Hotaru no yakusoku. (…ホタルのやくそく。)       | 10 listopada 2009    |
| 06  | ...Chiisana kakurenbo. (…小さなかくれんぼ。)       | 17 listopada 2009    |
| 07  | ...Yasashii hito. (…やさしいひと。)                | 24 listopada 2009    |
| 08  | ...Koneko no komoriuta. (…こねこの子守歌。)        | 1 grudnia 2009       |
| 09  | ...Natsu no kioku. (…夏の記憶。)                   | 8 grudnia 2009       |
| 10  | ...Orugan to shōnen no hi. (…オルガンと少年の日。) | 15 grudnia 2009      |
| 11  | ...Tantei Hanato Kobato. (…探偵 花戸小鳩。)        | 22 grudnia 2009      |
| 12  | ...Gin'iro no hitomi. (…銀色の瞳。)                | 5 stycznia 2010      |
| 13  | ...Tenshi to mamoribito. (…天使と守り人。)         | 12 stycznia 2010     |
| 14  | ...Tasogare no sagashimono. (…黄昏の探しもの。)    | 19 stycznia 2010     |
| 15  | ...Himetaru inori. (…秘めたる祈り。)               | 26 stycznia 2010     |
| 16  | ...Nazo no seimeitai. (…謎の生命体。)              | 2 lutego 2010        |
| 17  | ...Nazo no seimeitai, ni gō. (…謎の生命体、2号。)  | 9 lutego 2010        |
| 18  | ...Kogarashi no nukumori. (…木枯らしのぬくもり。)  | 16 lutego 2010       |
| 19  | ...Howaito kurisumasu. (…ホワイトクリスマス。)     | 23 lutego 2010       |
| 20  | ...Tabi o suru hito. (…旅をするひと。)             | 2 marca 2010         |
| 21  | ...Haru no ashioto. (…春の足音。)                  | 9 marca 2010         |
| 22  | ...Sayonara no hi. (…さよならの日。)               | 16 marca 2010        |
| 23  | ...Kobato no negai. (…こばとの願い。)              | 23 marca 2010        |
| 24  | Ashita kuru hi... (あした来る日…。)                | 23 marca 2010        |

### Ścieżka dźwiękowa
| Odcinki        | Tytuł                                                                          | Twórcy          |          |
| Czołówka       | Czołówka                                                                       | Czołówka        | Czołówka |
| -------------- | ------------------------------------------------------------------------------ | --------------- | -------- |
| 1-24           | Magic Number (jap. マジックナンバー Majikku nanbā)                             | Maaya Sakamoto  |          |
| Napisy końcowe |                                                                                |                 |          |
| 1-19           | Jellyfish no kokuhaku (jap. ジェリーフィッシュの告白 Jerīfisshu no kokuhaku)   | Megumi Nakajima |          |
| 20-23          | Watashi ni dekiru koto (jap. わたしにできること)                               | Megumi Nakajima |          |
| 24             | Ashita kuru hi 〜 sakurasakukoro (jap. あした来る日〜桜咲くころ)               | Akino Arai      |          |
| Inne utwory    |                                                                                |                 |          |
| 1 i 8          | Ashita kuru hi (jap. あした来る日)                                             | Akino Arai      |          |
| 10, 15 i 21    | Kiiroi himawari (jap. 黄色いひまわり)                                          |                 |          |
| 13             | Ashita kuru hi 〜 ichōnoki no shita de (jap. あした来る日〜いちょうの木の下で) | Akino Arai      |          |
| 19             | Ashita kuru hi 〜 yuki no furu machi de (jap. あした来る日〜雪の降る街で)      | Akino Arai      |          |

### CLAMP in Wonderland
Postacie z mangi Kobato. (Kobato i Ioryogi), wraz z wieloma innymi postaciami z mang Clamp, pojawiają się w wideoklipie CLAMP in Wonderland 2, który powstał chronologicznie wcześniej niż seria anime - jest to pierwszy raz gdy postacie te pojawiły się w formie animowanej.

## Powiązane
Wydawnictwo Kadokawa Shoten wydało dwie powieści związane z franczyzą. Pierwsza z nich została zatytułowana Sora kara kita shōjo (jap. 空から来た少女) i swoją premierę miała 13 kwietnia 2010 roku. Druga, zatytułowana Tatta hitotsu no negai (jap. たったひとつの願い), została opublikowana 13 lipca 2010 roku.
Wydawnictwo Kadokawa Shoten to wydało także dwa przewodniki związane z Kobato.. Pierwszy z nich, TV Anime Kobato. Characters Collection (jap. TVアニメ「こばと。」CHARACTERS COLLECTION), został wydany 24 lutego 2010 roku, natomiast drugi, zatytułowany TV Kobato. Kōshiki Guidebook Happy Memories (jap. TVアニメ「こばと。」公式ガイドブック Happy Memories), wydany został 26 maja 2010 roku.